# St. Johannes (Neukirchen)

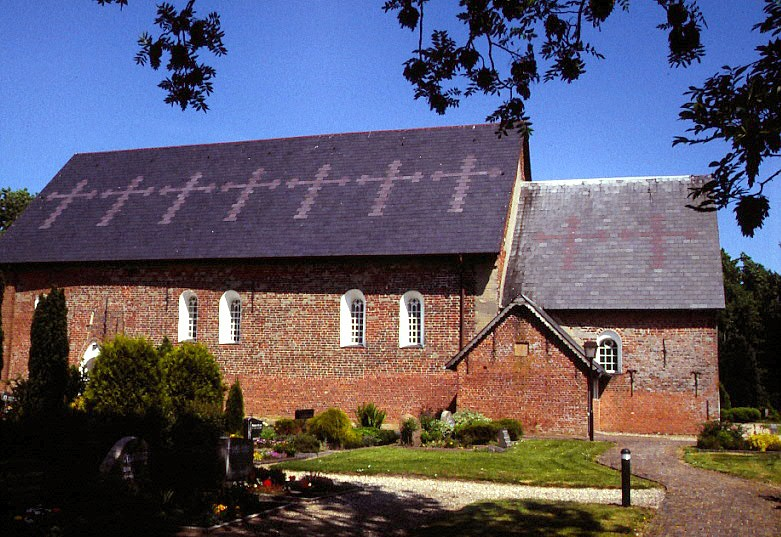
Ansicht von Süden

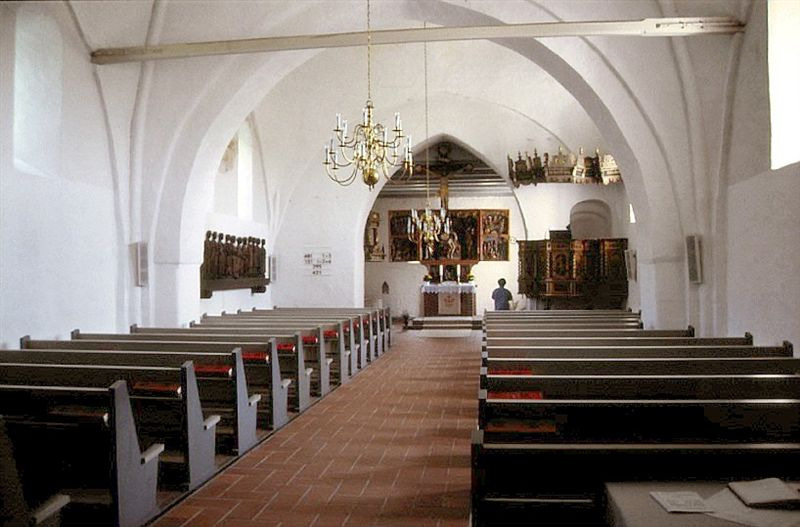
Inneres nach Osten (vor 2006)

Die evangelisch-lutherische Kirche St. Johannes in Neukirchen, Kreis Nordfriesland, wurde als spätromanischer Backsteinbau errichtet und besitzt heute noch eine bemerkenswerte Ausstattung aus mittelalterlicher bis barocker Zeit.

## Geschichte
Die Kirche wurde im frühen 13. Jahrhundert auf einer Warft am Westrand des (späteren) Gotteskooges errichtet. Als Neukirchen 1231 erstmals im Waldemar-Erdbuch als Kirchdorf in der Wiedingharde erwähnt wurde, dürfte sie schon bestanden haben. Ihr Grundriss ist einschiffig mit eingezogenem Chor. Das wenig später nach Vorbild des Ripener Doms errichtete frühgotische achtrippige Gewölbe ist im mittleren der drei Joche am besten erhalten. Seit der Zerstörung des Chorgewölbes schließt eine Balkendecke den Altarraum zum Dach hin ab. An der Nordwand haben sich Reste der Ausmalung aus mindestens drei Epochen zwischen dem 15. und 17. Jahrhundert erhalten.
Die glatte Westwand  wurde 1759 (Maueranker mit Datierung) und erneut gegen 1955 verblendet.
Im 19. Jahrhundert hatte die Kirche ein Reetdach wie die benachbarte Klanxbüller Kirche noch heute und bis ins 18. Jahrhundert hinein angeblich auch einen kleinen Turm. Ein verbretterter Glockenstuhl aus Holz wurde 1922 nach Vorbild einer spätbarocken Konstruktion neben der Kirche aufgestellt.

## Ausstattung

### Altar
Der Flügelaltar, eins der „besten Werke, die am Ende des Mittelalters in Schleswig-Holstein hergestellt wurden“, stammt aus der Zeit kurz vor 1520. Er besaß ursprünglich zwei Flügelpaare, von denen das äußere verloren ist. Laut (nicht mehr vorhandenen) Aufschriften wurde der Altar 1650 (Erneuerung der Fassung) und 1702 renoviert. Eine farbliche Neufassung fand vor 1939 statt. 1965 wurde der gesamte Schrein neu konstruiert, wobei alle barocken Elemente entfernt wurden. Dabei gingen auch die Scharniere des äußeren Flügelpaares verloren. Seine heutige, dem Zustand von 1702 nachempfundene Gestalt erhielt der Altar bei der Renovierung 2006.

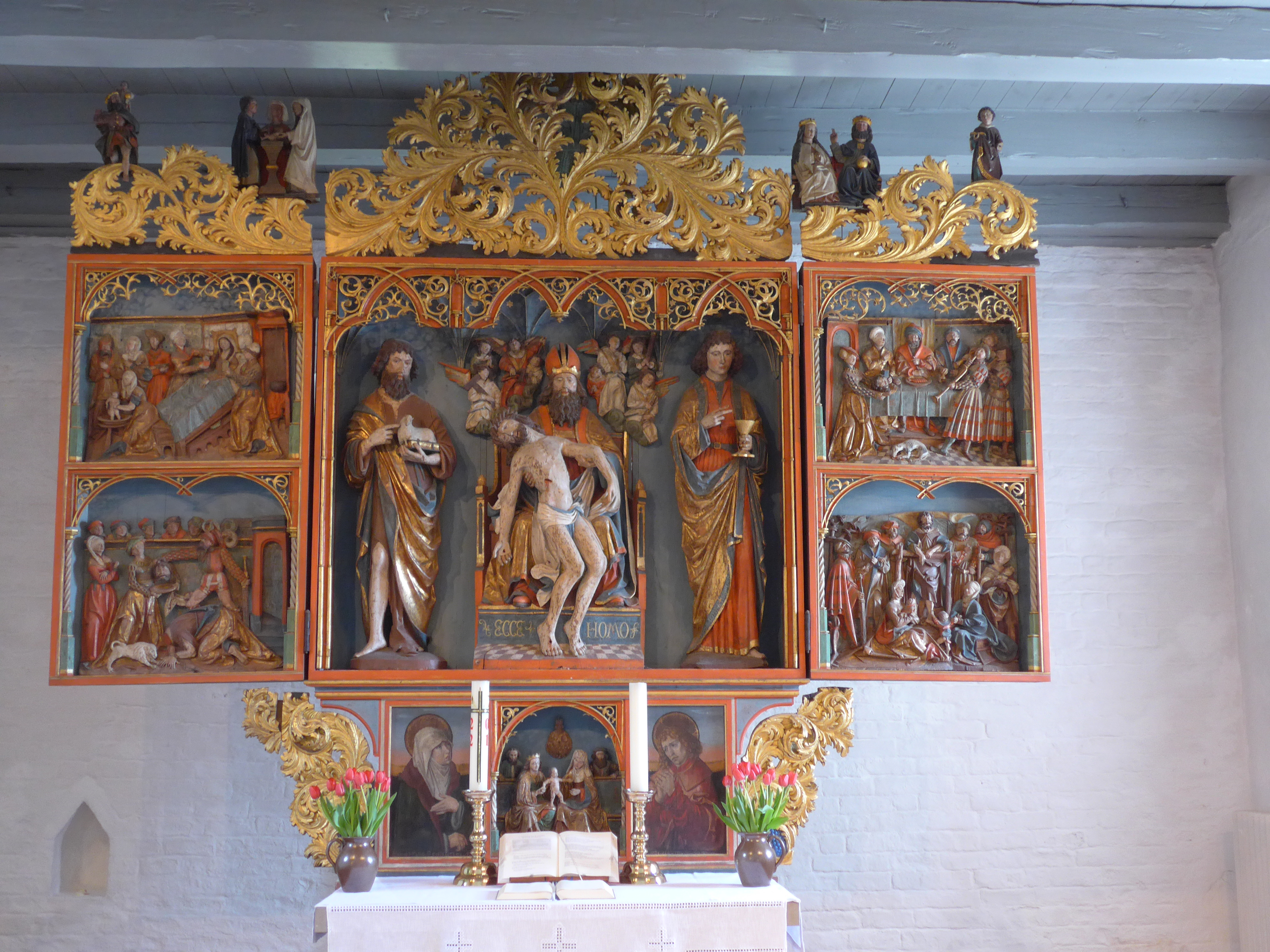
Flügelaltar um 1520 (Zustand 2021)

Im Mittelschrein flankieren die beiden heiligen Johannes’ (mit Lamm: der Täufer, mit Kelch: der Evangelist) die zentrale Gruppe des Gnadenstuhls. Die Darstellung des thronenden Gottvaters mit dem toten Jesus im Arm ist umrahmt von Engeln mit den Marterwerkzeugen. Unter dem thronenden Gottvater steht ECCE HOMO. Die Figuren des Mittelschreins werden dem Umkreis eines Lübecker Bildschnitzers mit dem Notnamen „Imperialissima-Meister“ zugeordnet.
Die Reliefs auf den Flügelinnenseiten entstanden zwar etwa gleichzeitig, stammen aber von einem anderen Künstler. Möglicherweise sind sie dem Umfeld von Hans Brüggemann zuzuordnen. Sie schildern in vier figurenreiche Reliefs Szenen aus dem Leben Johannes des Täufers, doch wohl in vertauschter Reihenfolge: auf Geburt und Enthauptung (links) folgen Salome mit dem Haupt des Heiligen beim Gastmahl des Herodes und als letztes rechts unten die Predigt des Täufers, unter dessen Zuhörern sich drei Mütter mit Kleinkindern befinden, weshalb die Darstellung fälschlich als Heilige Familie gedeutet wurde. Den Bildfeldern ist oben jeweils spätestgotische Maßwerkschleier vorgehängt.
In der Mitte der Predella ist ein Relief der Anna selbdritt eingesetzt. Anna und Maria sitzen auf einer Bank, das Jesuskind zwischen sich, hinter der Bank sind jeweils hinter ihren Frauen Joseph und Joachim und in der Mitte Gottvater zu sehen. Die gemalten Tafeln in der Predella rechts und links der Anna Selbdritt mit Brustbildern der Gottesmutter und Johannes des Evangelisten mit ihren leidvollen Zügen und Gesten gehören der ikonographischen Tradition nach zur Situation der Kreuzigung, können hier aber bezogen werden auf den toten Christus in den Armen Gottvaters darüber.
Die vergoldeten, an die Holzdecke stoßenden barocken Akanthusornamente wurden 1702 geschnitzt und aufgesetzt, aus Gründen vermeintlicher „Stilbereinigung“ 1965 aber entfernt und 2006 wieder angebracht. In diesem Rankenwerk sind Schnitzfiguren weiterer Heiliger befestigt, außen an den Seitenflügeln ein Christophoros, ein möglicherweise als Laurentius zu identifizierender heiliger Diakon und zur Mitte hin Darstellungen der Beschneidung Christi und der Marienkrönung. Diese Figuren sowie eine nach 1939 verlorene Madonna könnten zu zwei in den letzten Jahrzehnten des 15. Jahrhunderts geschaffenen Nebenaltären gehört haben.
Stark beschädigt sind die in den 1950er Jahren wieder freigelegten und bis 1989 restaurierten qualitätsvollen Gemälde der Passion von 1520 auf den (heutigen) Flügelaußenseiten. Von den vermutlich ursprünglich acht Szenen sind Geißelung, Dornenkrönung, Kreuzannaglung (mit Kreuzigung im Hintergrund) und Grablegung erhalten. Stilistische Ähnlichkeiten gibt es innerhalb von Schleswig-Holstein nur zu den Außentafeln des Hüttener Altars.

### Weitere Ausstattungsstücke
Über dem Taufbecken aus Granit, das im 12./13. Jahrhundert gefertigt wurde, schwebt ein laternenförmiger Deckel mit Schnitzereien von 1686.

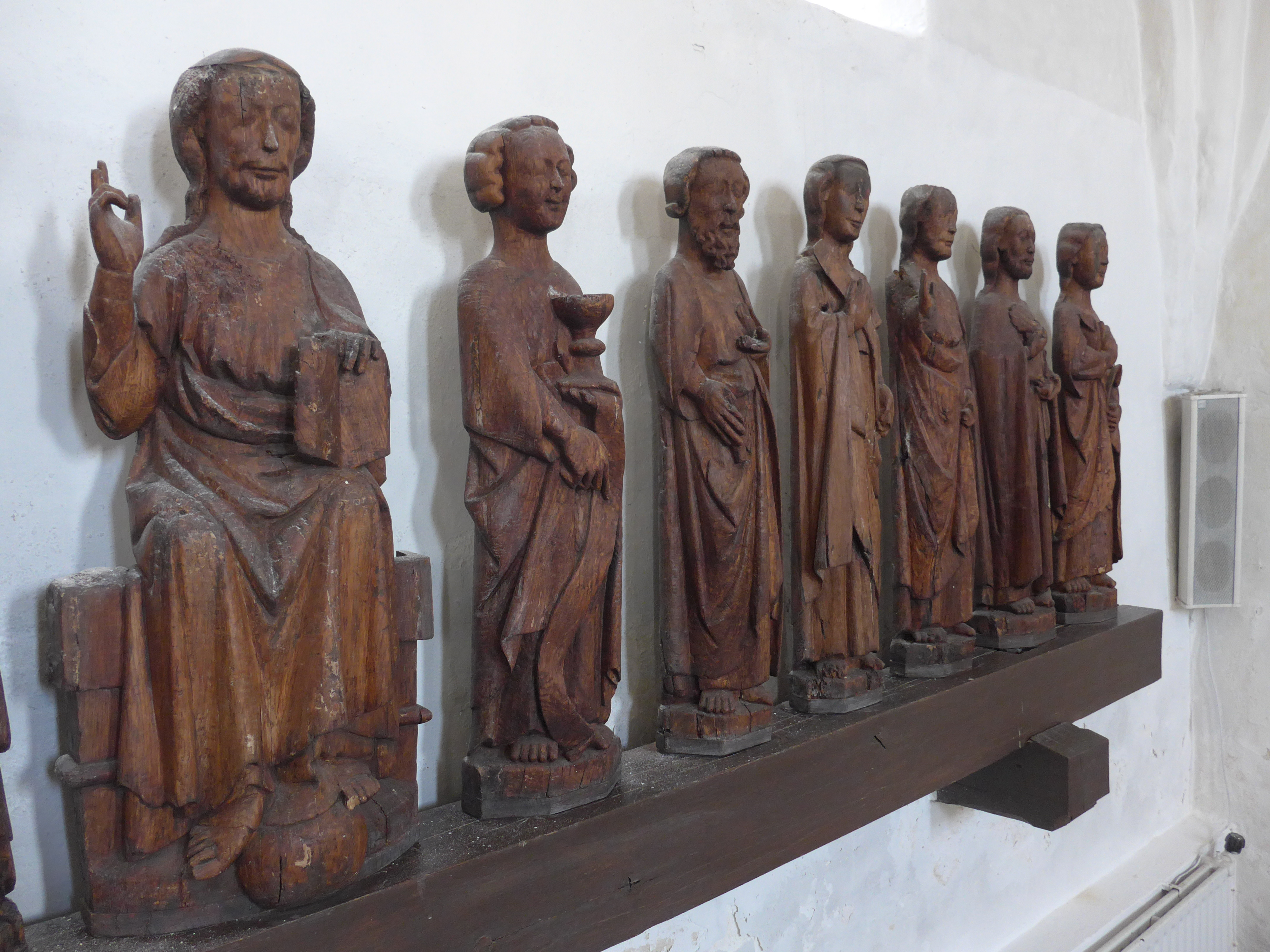
Christus und Apostel, um oder nach 1300

Eine geschnitzte Figurenfolge des thronenden Christus mit den zwölf Aposteln an der Nordwand entstand im späten 13. Jahrhundert. Die ursprüngliche Funktion ist unklar, ähnliche Apostelreihen haben sich in anderen Kirchen im Westteil des Herzogtums Schleswig erhalten. Bis ins 20. Jahrhundert hinein war die damals farbig gefasste Apostelreihe auf einem Balken im Chorbogen montiert. 1965 wurde die Bemalung vollkommen entfernt, dabei gingen auch die Namen auf den Schriftbändern verloren, durch die die Apostel identifiziert wurden.

1682 schuf Peter Petersen II. aus Tondern die Kanzel mit ihrer emporenartigen Brüstung. Acht biblische Szenen von Adam und Eva bis zum Jüngsten Gericht sind als gemalte Tafeln in die mit Knorpel- und Rollwerk gerahmten Brüstungsfelder gesetzt. Zu den Stiftern gehörte der damalige Pastor Christian Eddow. Am ursprünglichen Platz hat sich mit ihrer geschmiedeten Halterung die 1750 geschenkte Kanzeluhr mit ihren drei Stundengläsern erhalten. Die im Schiff südlich vom Chorbogen befestigte Kanzel wird durch einen Durchbruch durch die Chorwand vom Chor aus betreten.
Seitlich des Chorbogens hängt seit 2006 ein geschnitztes Triumphkreuz des 17. Jahrhunderts, das 1907 aus Marne erworben wurde.
Die Orgel baute 1977 Paschen in Kiel.

Ausstattung der Kirche in Neukirchen
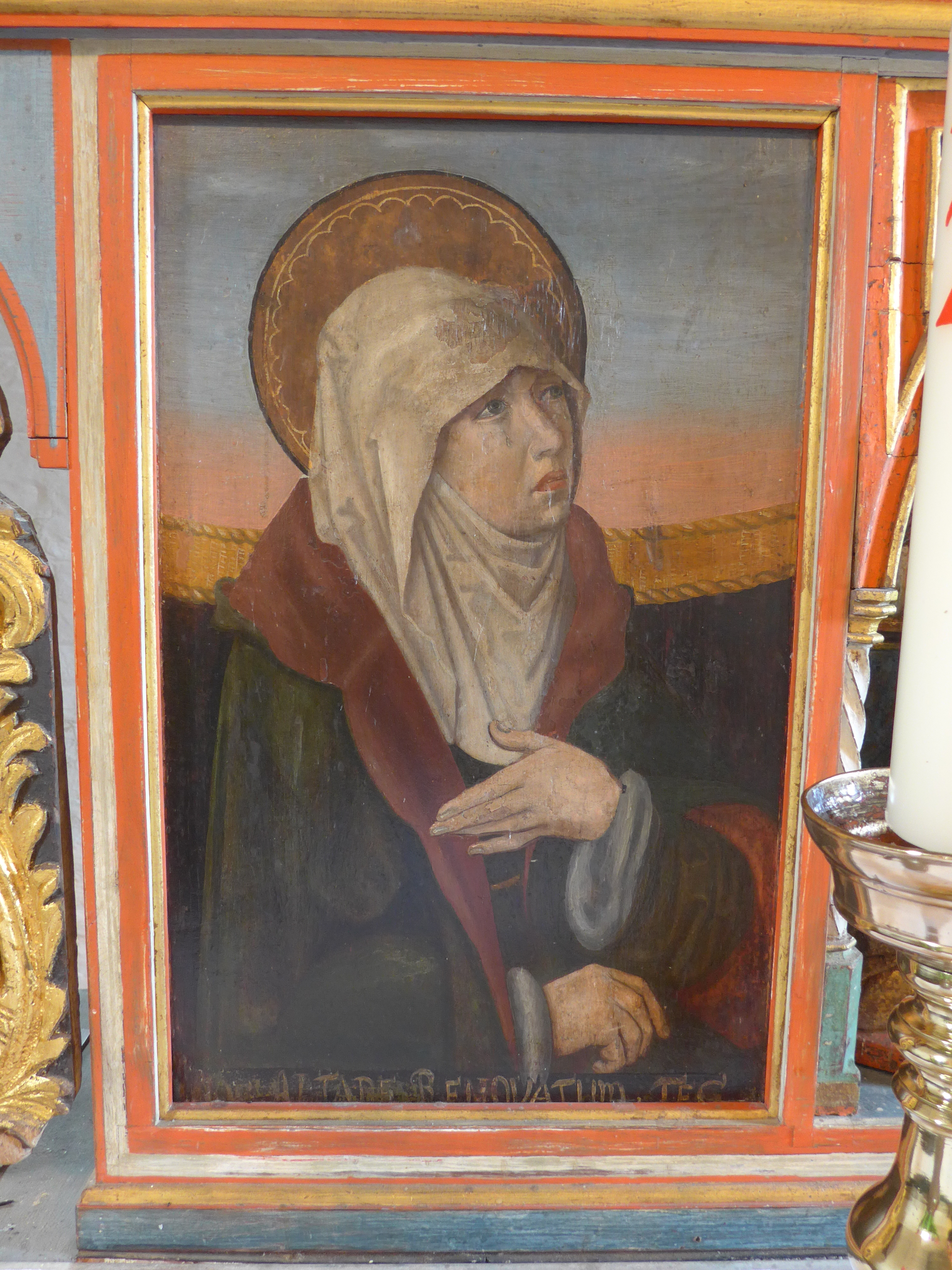
Trauernde Muttergottes aus der Predella des Altars
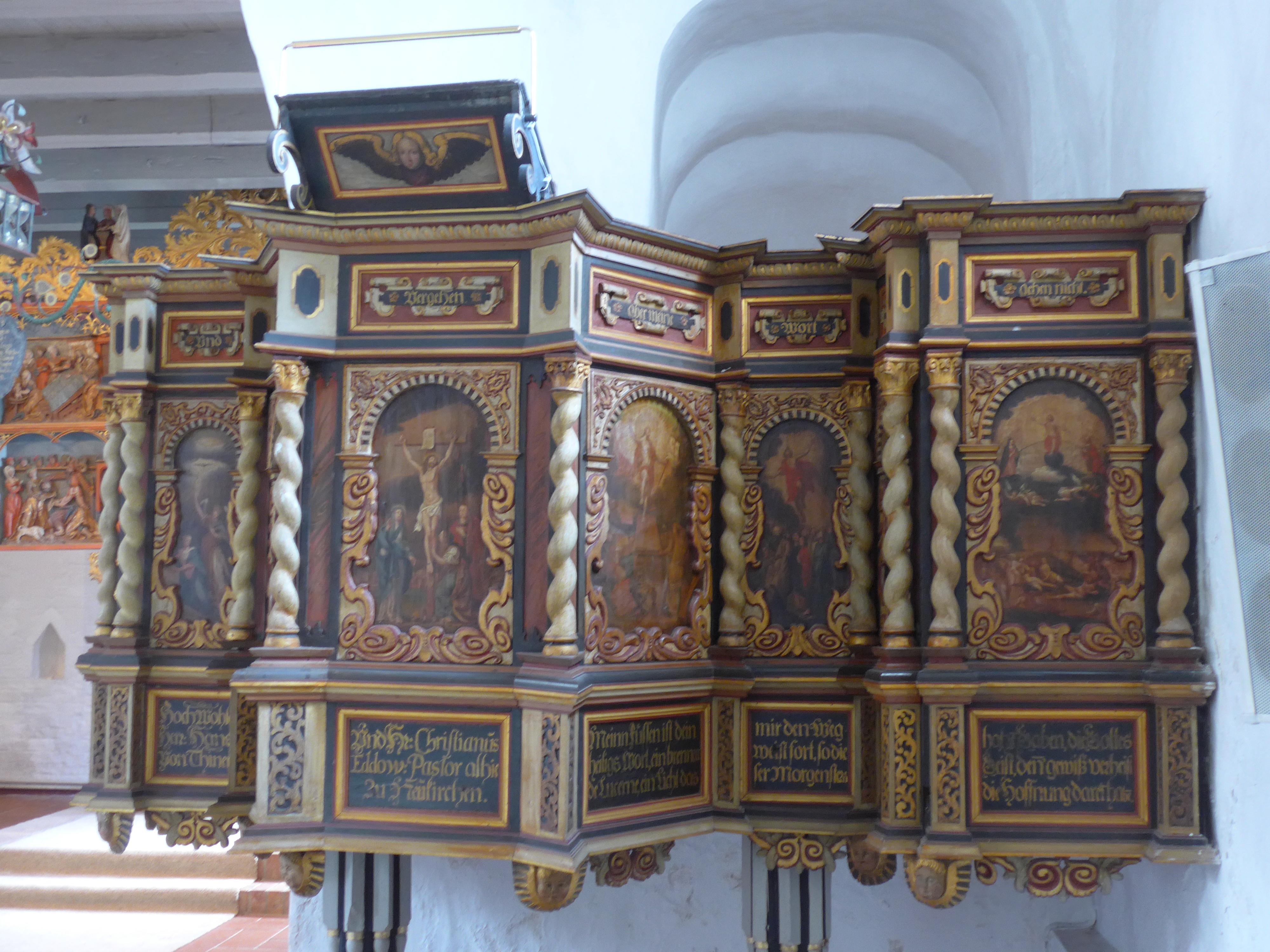
Kanzel von 1682
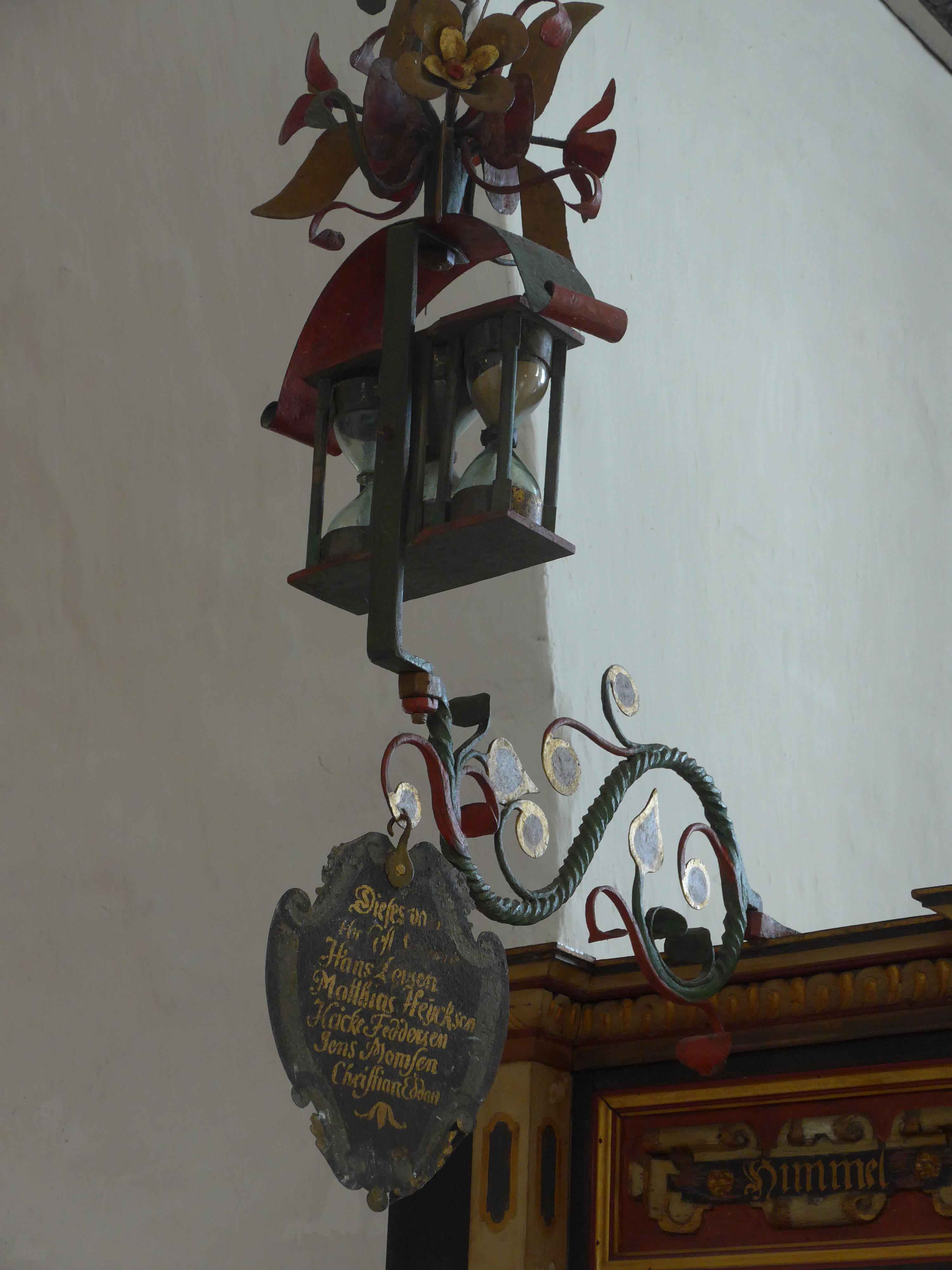
Kanzeluhr von 1750